# Правителство на Тодор Живков 2
Второто правителство на Тодор Живков е седемдесет и четвърто правителство на България (десето на Народна република България), избрано от V народно събрание 12 март 1966 г. Приемник е на първото правителство на Тодор Живков. Управлява до 9 юли 1971 г., след което се преобразува в първото правителство на Станко Тодоров.

## Политика
В периода 1966 – 1985 г. БКП пристъпва към изграждане на „развито социалистическо общество“, концентрирайки цялата икономическа и политическа власт в страната, разполагаща с мощен репресивен и пропаганден апарат и опираща се на „безкористната помощ" на СССР и други „братски“ страни. Марксистката пропаганда става неделима част от ежедневието на българските граждани (преса, телевизия и образование). Липсва реална информация за развитието на западноевропейските държави и САЩ (поради т.нар. желязна завеса). За „комунизацията“ на българското общество огромно значение имат успехите на СССР в някои области на политиката, науката и техниката (развитие на военната техника и космонавтиката)‚ установяване на народнодемократична власт в Куба, Либия, Камбоджа и др. и повишаване на жизненото равнище на заетите в материалното производство.
През 1966 г. на IХ конгрес на БКП е поставена задачата да се извърши „поврат от екстензивно към интензивно развитие на икономиката“. Постигната е индустриализация на страната чрез средствата на централно планираната икономика. Изградени са огромен брой икономически обекти (с предимство в сферата на тежката промишленост)‚ които обаче не са винаги на високо технологично равнище. Относително затвореният (в рамките на Съвета за икономическа взаимопомощ) характер на икономиката, в резултат от глобалното противопоставяне между капиталистически и социалистически страни, предпазва от силна конкуренция, но и ограничава достъпа до най-нови технологии, което предопределя спада на българската икономика през следващите десетилетия.
През периода 1966 – 1984 г. успешно се развиват военната и нефтопреработващата промишленост. Многобройните военни конфликти, доброто качество на българското оръжие (по съветски лицензи) и доставките на милиони тонове суров петрол на ниски цени от Съветския съюз водят до увеличаване на валутните резерви на страната и създават усещане за икономически просперитет. По-голямата част от тези средства „потъват“ обаче в икономически и политически експерименти. Крачка назад е направена в управлението на селското стопанство.
На 29 юни 1971 г. правителството постановява град Копривщица да бъде превърнат в национален исторически резерват и да започне да развива и международен туризъм. За десет години държавата инвестира 28 млн. лева в построяването на 400 нови къщи и 100 нови обекта. Най-значимият паметник, построен вследствие на гореспоменатото решение, е този на Георги Бенковски.

## Съставяне
Кабинетът, оглавен от Тодор Живков, е съставен от политически дейци на Отечествения фронт (Българска комунистическа партия и БЗНС (казионен).

### Кабинет
Сформира се от следните 27 министри, 6 зам.-председатели и един председател на Министерски съвет:
| министерство                                                   | име | име              | партия |
| -------------------------------------------------------------- | --- | ---------------- | ------ |
| председател на Министерския съвет                              |     | Тодор Живков     | БКП    |
| първи зам. председател на Министерския съвет                   |     | Живко Живков     | БКП    |
| зам. председател на Министерския съвет                         |     | Станко Тодоров   | БКП    |
| зам. председател на Министерския съвет                         |     | Иван Михайлов    | БКП    |
| зам. председател на Министерския съвет                         |     | Петър Танчев     | БЗНС   |
| зам. председател на Министерския съвет                         |     | Тано Цолов       | БКП    |
| зам. председател на Министерския съвет                         |     | Пенчо Кубадински | БКП    |
| председател на Държавния комитет за планиране                  |     | Апостол Пашев    | БКП    |
| председател на Комитета за държавен контрол                    |     | Нинко Стефанов   | БКП    |
| външни работи                                                  |     | Иван Башев       | БКП    |
| вътрешни работи                                                |     | Дико Диков       | БКП    |
| народна отбрана                                                |     | Добри Джуров     | БКП    |
| финанси                                                        |     | Димитър Попов    | БКП    |
| председател на Държавния комитет за наука и технически прогрес |     | Иван Попов       | БКП    |
| вътрешна търговия                                              |     | Пеко Таков       | БКП    |
| външна търговия                                                |     | Иван Будинов     | БКП    |
| народна просвета                                               |     | Ганчо Ганев      | БКП    |
| правосъдие                                                     |     | Светла Даскалова | БЗНС   |
| председател на Комитета по химия и металургия                  |     | Георги Павлов    | БКП    |
| строежи                                                        |     | Марин Грашнов    | БКП    |
| земеделие                                                      |     | Никола Палагачев | БКП    |
| транспорт                                                      |     | Марин Вачков     | БКП    |
| архитектура и благоустройство                                  |     | Владимир Виденов | БКП    |
| съобщения                                                      |     | Стоян Тончев     | БКП    |
| народно здраве и социални грижи                                |     | Кирил Игнатов    | БКП    |
| председател на Комитета за култура и изкуство                  |     | Павел Матев      | БКП    |
| председател на Комитета по труда и работната заплата           |     | Мишо Мишев       | БКП    |
| председател на Комитета за държавна сигурност                  |     | Ангел Солаков    | БКП    |
| председател на Комитета по машиностроене                       |     | Марий Иванов     | БКП    |
| председател на Комитета по енергетиката и горивата             |     | Константин Попов | БКП    |
| председател на Комитета по леката промишленост                 |     | Дора Белчева     | БКП    |
| председател на Комитета по хранителната промишленост           |     | Атанас Димитров  | БКП    |
| председател на Комитета по горите и горската промишленост      |     | Мако Даков       | БКП    |
| министър без ресор                                             |     | Лъчезар Аврамов  | БКП    |

### Промени в кабинета

#### от 28 юни 1966
- Комитетът по химия и металургия се преименува в Министерство на химията и металургията.[8][9] МХМ остава вакантно до 7 юли 1966 г.

#### от 30 юни 1966
- Преобразуват се:[10]
  - Комитетът по машиностроене в Министерство на машиностроенето
  - Комитетът по енергетиката и горивата в Министерство на енергетиката и горивата
  - Комитетът по леката промишленост в Министерство на леката промишленост
  - Комитетът по горите и горската промишленост в Министерство на горите и горската промишленост.

| министерство               | име | име               | партия |
| -------------------------- | --- | ----------------- | ------ |
| машиностроене              |     | Марий Иванов1     | БКП    |
| енергетика и горива        |     | Константин Попов1 | БКП    |
| лека промишленост          |     | Дора Белчева1     | БКП    |
| гори и горска промишленост |     | Мако Даков1       | БКП    |
| химия и металургия         |     | Георги Павлов1    | БКП    |

- 1: – встъпва в длъжност на 7 юли 1966 г.[11]

#### от 22 ноември 1966
- Лъчезар Аврамов е освободен от поста министър без ресор и е назначен за зам.-председател на Министерския съвет на мястото на Станко Тодоров.[12]

| министерство                           | име | име             | партия |
| -------------------------------------- | --- | --------------- | ------ |
| зам.-председател на Министерския съвет |     | Лъчезар Аврамов | БКП    |

#### от 14 юни 1967
- Комитетът за култура и изкуство се преименува в Комитет за изкуство и култура.

| министерство                                  | име | име         | партия |
| --------------------------------------------- | --- | ----------- | ------ |
| председател на Комитета за изкуство и култура |     | Павел Матев | БКП    |

#### от 8 февруари 1968
- Създаден е Комитет за младежта и спорта.[13]

| министерство                                 | име | име        | партия |
| -------------------------------------------- | --- | ---------- | ------ |
| председател на Комитета за младежта и спорта |     | Иван Панев | БКП    |

#### от 27 декември 1968
- Направени са следните промени:[14]
  - Преобразуват се:[15]
    - Министерството на строежите и Министерството на архитектурата и благоустройството в Министерство на строежите и архитектурата. Към него се присъединява Главно управление на трудовата повинност, което запазва своя характер и бюджетна самостоятелност.
    - Министерството на вътрешните работи и Комитета за държавна сигурност в Министерство на вътрешните работи и държавна сигурност.
    - Министерството на земеделието и Министерството на хранителната промишленост в Министерство на земеделието и хранителната промишленост.
    - Министерството по труда и работната заплата в Министерство на труда и социалните грижи. Инспекция за надзор по безопасността на труда при Министерския съвет преминава към МТСГ.
    - Централното статистическо управление в Държавно управление за информация.

  - Създават се:
    - Министерство на снабдяването и държавните резерви.
    - Комитет за стопанска координация.
    - Комитет за битови услуги без ранг на министерство.
    - Комитет по цените чрез отделяне на Комисията по цените от Държавен комитет за планиране.
    - Министерство на народното здраве чрез преименуване на Министерството на народното здраве и социалните грижи. Дирекция „Социални грижи“ се отделя от министерството.
    - Министерство по труда и работната заплата чрез преименуване на Комитета по труда и работната заплата;

| министерство                                      | име | име              | партия |
| ------------------------------------------------- | --- | ---------------- | ------ |
| председател на Комитета за стопанска координация  |     | Живко Живков     | БКП    |
| председател на Държавния комитет за планиране     |     | Тано Цолов       | БКП    |
| строежи и архитектура                             |     | Пенчо Кубадински | БКП    |
| външна търговия                                   |     | Лъчезар Аврамов  | БКП    |
| труд и социални грижи                             |     | Мишо Мишев       | БКП    |
| вътрешни работи и държавна сигурност              |     | Ангел Солаков    | БКП    |
| земеделие и хранителна промишленост               |     | Вълкан Шопов     | БКП    |
| снабдяване и държавни резерви                     |     | Апостол Пашев    | БКП    |
| народна просвета                                  |     | Стефан Василев   | БКП    |
| народно здраве                                    |     | Кирил Игнатов    | БКП    |
| председател на Държавния комитет за битови услуги |     | Атанас Димитров  | БКП    |
| председател на Комитет по цените                  |     | Иван Виденов     | БКП    |

#### от 28 декември 1968
- Комитетът за битови услуги получава ранг на министерство.

| министерство                                    | име | име           | партия |
| ----------------------------------------------- | --- | ------------- | ------ |
| първи зам.-председател на Комитета по планиране |     | Гриша Филипов | БКП    |
| председател на Комитет по цените                |     | Иван Виденов  | БКП    |

#### от 27 февруари 1969
- Министерството на вътрешните работи и държавна сигурност се преименува в Министерство на вътрешните работи.[16]

| министерство    | име | име           | партия |
| --------------- | --- | ------------- | ------ |
| вътрешни работи |     | Ангел Солаков | БКП    |

#### от 6 октомври 1969
- Досегашният министър на транспорт Марин Вачков е освободен от поста да премине на дипломатическа работа като посланик.[17]

| министерство | име | име             | партия |
| ------------ | --- | --------------- | ------ |
| транспорт    |     | Григор Стоичков | БКП    |

#### от 23 юли 1970
- Създава се Комитет по качество, стандартизация и метрология с ранг на министерство.

| министерство                                                     | име | име              | партия |
| ---------------------------------------------------------------- | --- | ---------------- | ------ |
| председател на Комитета по качество, стандартизация и метрология |     | Александър Попов | БКП    |

#### от 13 март 1971
| министерство   | име | име           | партия |
| -------------- | --- | ------------- | ------ |
| народно здраве |     | Ангел Тодоров | БКП    |

#### от 28 април 1971
- Лъчезар Аврамов е освободен от постовете заместник-председател на Министерския съвет на България и министър на външната търговия.[18]

| министерство    | име | име        | партия |
| --------------- | --- | ---------- | ------ |
| външна търговия |     | Иван Недев | БКП    |